# 880 Herba
880 Herba је астероид главног астероидног појаса чија средња удаљеност од Сунца износи 2,999 астрономских јединица (АЈ). 
Апсолутна магнитуда астероида је 11,46 а геометријски албедо 0,062.